# Harpegnathos medioniger
Harpegnathos medioniger är en myrart som beskrevs av Horace Donisthorpe 1942. Harpegnathos medioniger ingår i släktet Harpegnathos och familjen myror. Inga underarter finns listade i Catalogue of Life.